# Gouvernement Dačić
République de Serbie
Cvetković Vučić I
Le gouvernement Dačić (en serbe : влада Ивице Дачића) est le gouvernement de la république de Serbie entre le 27 juillet 2012 et le 27 avril 2014, durant la neuvième législature de l'Assemblée nationale.

## Historique
Dirigé par le nouveau président du gouvernement socialiste Ivica Dačić, ce gouvernement est constitué et soutenu par une coalition entre le Parti progressiste serbe (SNS), le Parti socialiste de Serbie (SPS), les Régions unies de Serbie (URS), le Parti des retraités unis de Serbie (PUPS), le Parti d'action démocratique du Sandžak (SDAS) et le Mouvement des socialistes (PS). Ensemble, ils disposent de 135 députés sur 250, soit 54 % des sièges de l'Assemblée nationale.
Il est formé à la suite des élections législatives du 6 mai 2012.
Il succède donc au second gouvernement du libéral Mirko Cvetković, constitué et soutenu par une coalition entre le Parti démocratique (DS), le SPS, le PUPS, G17 Plus, le SDPS, le Mouvement serbe du renouveau (SPO) et le SDAS.
Au cours du scrutin, le nouveau Parti progressiste est la première force politique du pays. Ses fondateurs étant issus du Parti radical de Serbie (SRS), ultra-nationaliste, le chef par intérim du SNS Aleksandar Vučić laisse à Ivica Dačić, président du SPS, le soin de former le nouvel exécutif. Le 28 juin, il y est formellement invité par le président de la République Tomislav Nikolić, issu du SNS. Il présente son équipe un mois plus tard et remporte le vote de confiance à l'Assemblée nationale le 27 juillet par 142 voix pour et 72 voix contre.
À la suite de la défection des URS, un remaniement ministériel intervient le 2 septembre 2013. La majorité parlementaire se trouve réduite à 128 députés sur 250, soit 51,2 % des sièges à l'Assemblée nationale.
Le 29 janvier 2014, Nikolić accède à la demande de Vučić, dirigeant du plus grand parti de la majorité, et dissout le Parlement. Au cours des élections législatives anticipées du 16 mars 2014, le SNS remporte la majorité absolue des sièges à l'Assemblée nationale et 48,4 % des voix. Aleksandar Vučić est alors nommé président du gouvernement et forme son premier cabinet le 27 avril suivant, auquel le SPS participe également.

## Composition

### Initiale (27 juillet 2012)
| Poste                                                                                                   | Titulaire | Titulaire               | Parti |
| --- | --------- | ----------------------- | ----- |
| Président du gouvernement Ministre de l'Intérieur                                                       |           | Ivica Dačić             | SPS   |
| Premier vice-président du gouvernement Ministre de la Défense                                           |           | Aleksandar Vučić        | SNS   |
| Vice-président du gouvernement Ministre du Commerce international et national et des Télécommunications |           | Rasim Ljajić            | SDPS  |
| Vice-président du gouvernement Ministre du Travail, de l'Emploi et de la Politique sociale              |           | Jovan Krkobabić         | PUPS  |
| Vice-président du gouvernement Chargé de l'Intégration européenne                                       |           | Suzana Grubješić        | URS   |
| Ministre des Finances et de l'Économie                                                                  |           | Mlađan Dinkić           | URS   |
| Ministre des Affaires étrangères                                                                        |           | Ivan Mrkić              | Sans  |
| Ministre du Développement régional et de l'Autonomie locale                                             |           | Verica Kalanović        | URS   |
| Ministre des Transports                                                                                 |           | Milutin Mrkonjić        | SPS   |
| Ministre des Travaux publics et de l'Urbanisme                                                          |           | Velimir Ilić            | NS    |
| Ministre de la Justice et des Administrations publiques                                                 |           | Nikola Selaković        | SNS   |
| Ministre de l'Agriculture, des Forêts et des Eaux                                                       |           | Goran Knežević          | SNS   |
| Ministre de l'Éducation, de la Science et du Développement technologique                                |           | Tomislav Jovanović      | Sans  |
| Ministre de la Santé                                                                                    |           | Slavica Đukić Dejanović | SPS   |
| Ministre de l'Énergie, du Développement et de la Protection de l'environnement                          |           | Zorana Mihajlović       | SNS   |
| Ministre de la Culture et des Médias                                                                    |           | Bratislav Petković      | SNS   |
| Ministre des Ressources naturelles, des Mines et de l'Aménagement du territoire                         |           | Milan Bačević           | SNS   |
| Ministre de la Jeunesse et des Sports                                                                   |           | Alisa Marić             | Sans  |
| Ministre sans portefeuille Chargé du Développement durable des zones sous-développées                   |           | Sulejman Ugljanin       | SDAS  |

### Remaniement du2 septembre 2013
- Les nouveaux ministres sont indiqués en gras, ceux ayant changé d'attributions en italique.

| Poste | Titulaire | Titulaire                            | Parti |
| --- | --------- | ------------------------------------ | ----- |
| Président du gouvernement Ministre de l'Intérieur                                                               |           | Ivica Dačić                          | SPS   |
| Premier vice-président du gouvernement Chargé de la Défense, de la Sécurité et de la Lutte contre la corruption |           | Aleksandar Vučić                     | SNS   |
| Vice-président du gouvernement Ministre du Commerce international et national et des Télécommunications         |           | Rasim Ljajić                         | SDPS  |
| Vice-président du gouvernement Ministre du Travail, de l'Emploi et de la Politique sociale                      |           | Jovan Krkobabić                      | PUPS  |
| Ministre des Finances                                                                                           |           | Lazar Krstić                         | Sans  |
| Ministre des Affaires étrangères                                                                                |           | Ivan Mrkić                           | Sans  |
| Ministre de la Défense                                                                                          |           | Nebojša Rodić                        | SNS   |
| Ministre du Développement régional et de l'Autonomie locale                                                     |           | Igor Mirović                         | SNS   |
| Ministre de l'Économie                                                                                          |           | Saša Radulović (jusqu'au 25/01/2014) | Sans  |
| Ministre des Transports                                                                                         |           | Aleksandar Antić                     | SPS   |
| Ministre des Travaux publics et de l'Urbanisme                                                                  |           | Velimir Ilić                         | NS    |
| Ministre de la Justice et des Administrations publiques                                                         |           | Nikola Selaković                     | SNS   |
| Ministre de l'Agriculture, des Forêts et des Eaux                                                               |           | Dragan Glamočić                      | Sans  |
| Ministre de l'Éducation, de la Science et du Développement technologique                                        |           | Tomislav Jovanović                   | Sans  |
| Ministre de la Santé                                                                                            |           | Slavica Đukić Dejanović              | SPS   |
| Ministre de l'Énergie, du Développement et de la Protection de l'environnement                                  |           | Zorana Mihajlović                    | SNS   |
| Ministre de la Culture et des Médias                                                                            |           | Ivan Tasovac                         | Sans  |
| Ministre des Ressources naturelles, des Mines et de l'Aménagement du territoire                                 |           | Milan Bačević                        | SNS   |
| Ministre de la Jeunesse et des Sports                                                                           |           | Vanja Udovičić                       | Sans  |
| Ministre sans portefeuille Chargé du Développement durable des zones sous-développées                           |           | Sulejman Ugljanin                    | SDAS  |
| Ministre sans portefeuille Chargé du Kosovo-et-Métochie                                                         |           | Aleksandar Vulin                     | PS    |
| Ministre sans portefeuille Chargé de l'Intégration européenne                                                   |           | Branko Ružić                         | SPS   |